# البحر الأزرق العميق (فلم 2011)
البحر الأزرق العميق (بالإنجليزية: The Deep Blue Sea) هو فيلم دراما، وفيلم رومانسي أُصدر في 11 سبتمبر 2011. الفيلم من إنتاج فيلمفور برودكشنز ‏، ومجلس الأفلام البريطاني ‏، وكورزون ارتفكشنن اي ‏، ومن إخراج تيرينس ديفيز، أما السيناريو فكان من كتابة تيرينس ديفيز، وتيرنس راتيغان.

## طاقم التمثيل
- ريتشل وايز
- سيمون روسل بيل
- توم هيدليستون
- أوليفر فورد ديفيز

## الإنتاج
صوّر الفيلم في لندن، وكانت موسيقى الفيلم التصويرية من تأليف صامويل باربر.

## وصلات خارجية
- مقالات تستعمل روابط فنية بلا صلة مع ويكي بيانات